# Élections régionales italiennes de 2013
Les élections régionales italiennes de 2013 se sont déroulées durant l'année et ont permis le renouvellement des conseils régionaux et de leurs présidents dans 7 régions.

## Résultats

### Liste des élus
| Région                  | Date           | Président sortant    | Parti | Parti | Coal. | Coal. | Président élu           | Parti | Parti | Coal. | Coal. |
| ----------------------- | -------------- | -------------------- | ----- | ----- | ----- | ----- | ----------------------- | ----- | ----- | ----- | ----- |
| Lombardie               | 24-25 février  | Roberto Formigoni    |       | PdL   |       | CDX   | Roberto Maroni          |       | LN    |       | CDX   |
| Latium                  | 24-25 février  | Renata Polverini     |       | PdL   |       | CDX   | Nicola Zingaretti       |       | PD    |       | CSX   |
| Molise                  | 24-25 février  | Angelo Michele Iorio |       | PdL   |       | CDX   | Paolo Di Laura Frattura |       | PD    |       | CSX   |
| Frioul-Vénétie Julienne | 21-22 avril    | Renzo Tondo          |       | PdL   |       | CDX   | Debora Serracchiani     |       | PD    |       | CSX   |
| Vallée d'Aoste          | 26 mai         | Augusto Rollandin    |       | UV    |       | CDX   | Augusto Rollandin       |       | UV    |       | CDX   |
| Trentin                 | 27 octobre     | Lorenzo Dellai       |       | UpT   |       | CSX   | Ugo Rossi               |       | PATT  |       | CSX   |
| Haut-Adige              | 27 octobre     | Luis Durnwalder      |       | SVP   |       | CSX   | Arno Kompatscher        |       | SVP   |       | CSX   |
| Basilicate              | 16-17 novembre | Vito De Filippo      |       | PD    |       | CSX   | Marcello Pittella       |       | PD    |       | CSX   |